# Manfred Lischewski
Manfred Lischewski (* 2. September 1940 in Königsberg) ist ein deutscher Politiker (CDU) und ehemaliger Bundestagsabgeordneter.

## Leben
Lischewski absolvierte von 1957 bis 1960 eine Chemielaborantenlehre in Buna, holte 1961 sein Abitur nach und begann ein Chemiestudium an der Martin-Luther-Universität Halle. Er beendete das Studium 1966 mit dem Diplom und war in den folgenden Jahren als wissenschaftlicher Mitarbeiter an dieser Universität tätig. Im Jahr 1970 promovierte er auch dort. Von 1972 arbeitete er als wissenschaftlicher Mitarbeiter am Institut für Biochemie der Pflanzen in Halle (Saale). Im Jahr 1981 folgte seine Habilitation. Im August 1990 trat er der CDU bei. Bei der Bundestagswahl wenig später bekam er ein Mandat. Von 1994 bis 1998 war er Vorsitzender des Ausschusses für wirtschaftliche Zusammenarbeit und Entwicklung. Er gehörte dem Bundestag bis 2002 an.